# Costume Quest 2
Costume Quest 2 é um RPG eletrônico, desenvolvido pela Double Fine Productions e publicado pela Midnight City em 2014. A sequência de Costume Quest (2010), Costume Quest 2 permite aos jogadores assumir a identidade de um dos dois irmãos gêmeos, Wren ou Reynold. Junto com seus amigos, o grupo viaja pelos diversos ambientes do jogo coletando doces e fantasias diversas, na tentativa de frustrar os planos do Dr. Orel White, que deseja ver o Halloween banido para sempre. O jogo tem um sistema de batalha aprimorado e um enredo baseado em viagens no tempo. O jogo foi lançado no Linux, macOS X, Microsoft Windows, PlayStation 3, PlayStation 4, Wii U, Xbox 360 e Xbox One.

## Jogabilidade
Costume Quest 2 é um jogo de RPG eletrônico no qual o jogador assume o papel de um dos dois irmãos gêmeos: Wren e Reynold. O jogo segue o personagem do jogador, seu irmão e certos membros do grupo aliado encontrados ao longo de suas viagens enquanto viajam no tempo em um esforço para impedir que um dentista chamado Dr. Orel White destrua o Halloween.  O jogador pode acessar tanto o passado quanto o futuro, onde o passado é anterior à fundação da cidade natal das crianças, e o futuro se passa em uma distopia dentária. Como em Costume Quest, a jogabilidade envolve principalmente explorar o ambiente, completar missões, doces ou travessuras e lutar contra monstros em combates por turnos como versões gigantescas de seus eus fantasiados. O jogo apresenta muitas novas mecânicas de combate não encontradas no Costume Quest original, como contra-ataques e ataques duplos.

## Trama
Costume Quest 2 continua de onde a expansão DLC de Costume Quest, “Grubbins on Ice”, parou;  Everett, Lucy, Wren e Reynold estão presos dentro de um nexo de portais sem saída clara. Eles decidem entrar em um dos portais, o que leva o jogador a escolher com qual dos dois irmãos, Wren e Reynold, deseja jogar. Depois de entrar no portal, as crianças voltam para a noite de Halloween. Lá, eles encontram seu dentista, Dr. Orel White, conversando com um mago do tempo, que abre um portal para o passado no qual Orel salta. Á medida que o bruxo desaparece, Wren e Reynold são confrontados por um homem escondido em um arbusto que abre outro portal que leva a um futuro onde o Halloween foi proibido e Orel governa uma distopia dentária.
O homem, que se revela um Everett mais velho, junto com sua esposa Lucy, incumbe as crianças de viajar ao passado para recuperar um talismã com a capacidade de abrir um portal para o mundo dos monstros antes que o próprio Orel possa roubá-lo. No passado, eles encontram um jovem Orel White que impede seu progresso. Com a ajuda de um garoto chamado Monty, eles eventualmente localizam o talismã, mas não conseguem evitar que o futuro Orel o roube. Eles retornam ao futuro tendo falhado em sua missão, onde são capturados e enviados para uma escola, onde encontram Hailey, filha de Everett e Lucy, e devem fugir e confrontar Orel diretamente.
No futuro, as crianças eventualmente encontram um scanner de retina que requer acesso de Orel. Viajando de volta ao passado, as crianças ganham como aliado Orel, que, na batalha final contra o futuro Orel, denuncia as ações de seu futuro eu e participa de sua derrota. Tendo mudado o coração do jovem Orel, as crianças voltam ao presente, onde o Dr. White agora não é mais mau.

## Recepção
Costume Quest 2 recebeu pontuações mornas dos revisores, que afirmaram que os novos métodos e habilidades do jogo adicionaram mais charme ao jogo do que o original. Em sua análise, o IGN afirmou: "O combate e a história de Costume Quest 2 são surpreendentemente bons para um RPG que termina em cerca de meia dúzia de horas. A navegação é duvidosa e o sistema de cura está um pouco quebrado, mesmo após uma grande revisão, mas seu humor e personalidade brilham para tornar esta uma boa recompensa de Halloween."